# Biblioteca escolar

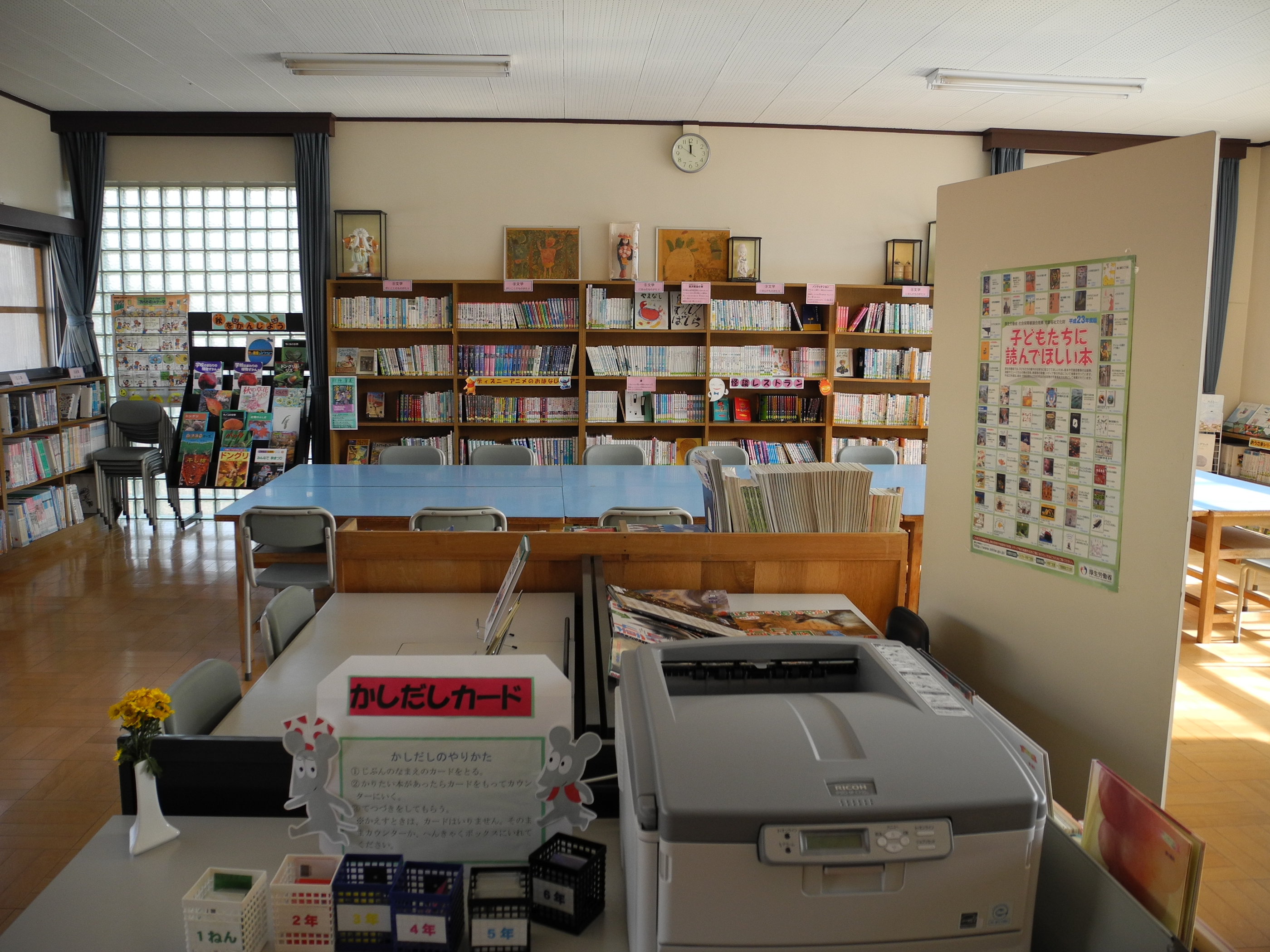
Biblioteca de una escuela de enseñanza primaria en Japón.

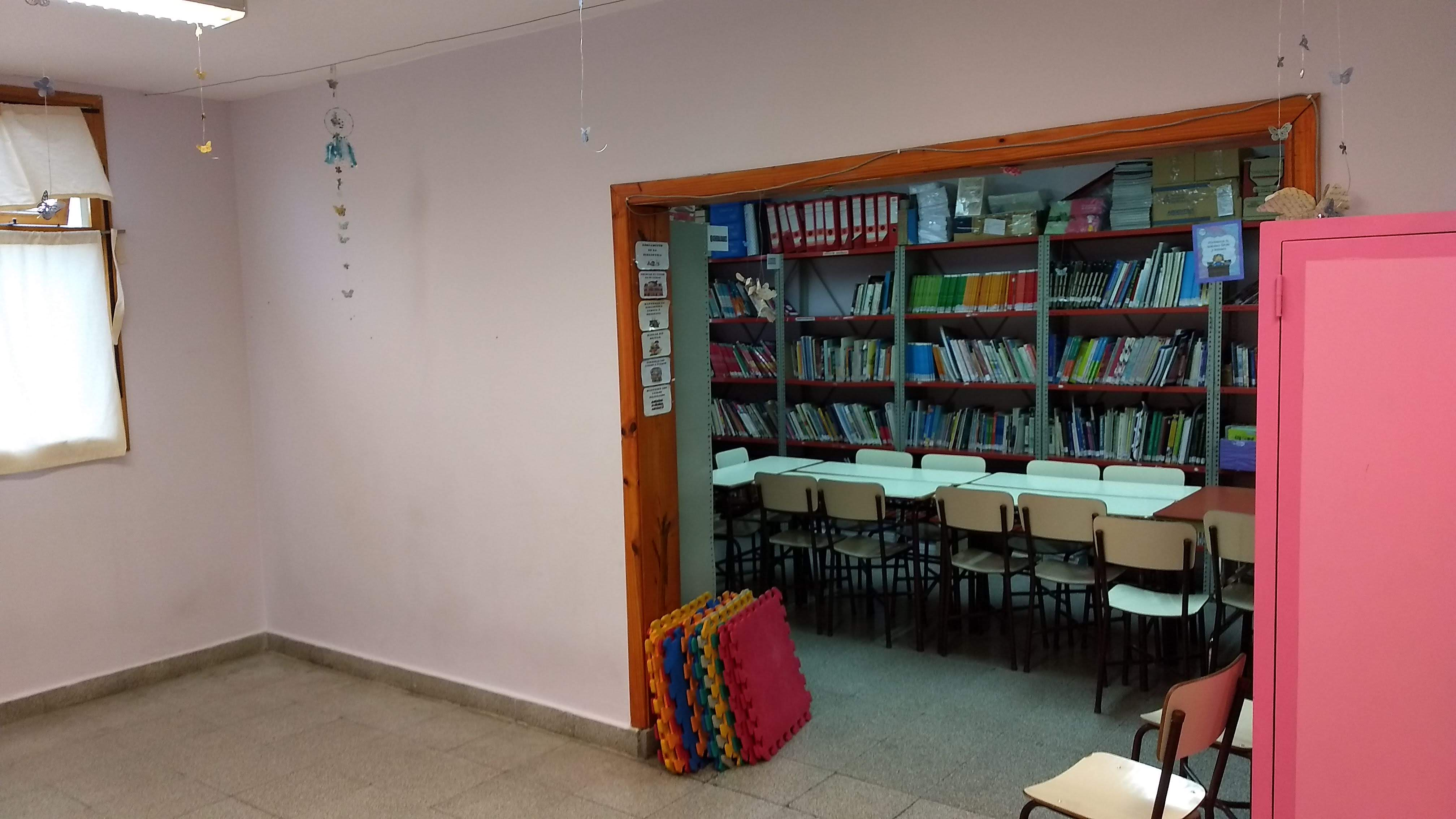
Biblioteca de una escuela de enseñanza primaria en Tierra del Fuego A.I.A.S, en Argentina.

La biblioteca escolar es el servicio facilitador de los establecimientos educativos en el que se reúnen, organizan y utilizan los recursos necesarios para el aprendizaje, la adquisición de hábito de lectura y formación en el uso de la información de los alumnos de los distintos niveles.
Según la UNESCO La biblioteca escolar proporciona información e ideas que son fundamentales para desenvolverse con éxito en nuestra sociedad contemporánea, basada en la información y el conocimiento. Provee a los alumnos competencias para el aprendizaje a lo largo de toda su vida y contribuye a desarrollar su imaginación, permitiéndoles que se conduzcan en la vida como ciudadanos responsables.
En suma, la biblioteca escolar desempeña un rol fundamental dentro de la escuela, como parte del proceso educativo, brindando a sus usuarios herramientas que no sólo los formarán como lectores, sino que posibilitarán un acceso igualitario a la cultura e influirán en su desarrollo personal y en su vinculación social y personal.
El sistema educativo debe contribuir a crear lectores competentes, a promover actitudes reflexivas y críticas ante los distintos medios de transmisión y difusión de la cultura y a despertar interés por la lectura. En este nuevo planteamiento la biblioteca escolar se perfila como nuevo e importante ámbito educativo: espacio de acceso, uso y comunicación de información. Por tanto, debemos ir hacia un nuevo modelo de biblioteca escolar que esté totalmente integrada en el Proyecto Educativo del Centro y cuente con los recursos necesarios y la organización para ello.
Según las reflexiones sobre el concepto de Biblioteca Orera Orera, Luisa retoma la clasificación de bibliotecas según lo propuesto por la IFLA y Unesco. Bibliotecas.
Tipología
La autora brinda dos ejemplos de estas clasificaciones, que son las más utilizadas actualmente para sintetizar la tipología bibliotecaria:
las clasificaciones de la UNESCO (United Nations Educational, Scientific and Cultural Organization/ Organización de las Naciones Unidas para la Educación, la Ciencia y la Cultura); y de la IFLA (International Federation of Library Associations and Institutions/ Federación Internacional de Asociaciones de Bibliotecarios y Bibliotecas). 

## Distinción de bibliotecas según UNESCO
Con el fin de normalizar las estadísticas internacionales de bibliotecas, la UNESCO, en su la 16.ª Asamblea General adoptó una serie de recomendaciones y estableció una clasificación que distingue seis categorías de bibliotecas: 
– Bibliotecas Nacionales. Bibliotecas de Instituciones de Enseñanza Superior. Dentro de las mismas, a su vez, se distinguen tres tipos: 
- Bibliotecas universitarias centrales
- Bibliotecas de institutos y departamentos universitarios
- Bibliotecas de centros de enseñanza superior, que no forman parte de la Universidad.

– Otras bibliotecas importantes no especializadas. Son bibliotecas enciclopédicas de carácter científico o erudito, que no son ni universitarias ni nacionales, aunque pueden ejercer funciones de biblioteca nacional en un área geográfica determinada.
– Bibliotecas escolares. 
– Bibliotecas públicas o populares. 
– Bibliotecas especializadas. 
La IFLA, por su parte, distingue los siguientes tipos de bibliotecas: 
– Bibliotecas Generales de Investigación: 
- Bibliotecas Nacionales
- Bibliotecas Parlamentarias
- Bibliotecas Universitarias
- Otras bibliotecas de investigación general.

– Bibliotecas especializadas: 
- Administración
- Arte
- Biología
- Medicina
- Ciencia y Tecnología
- Ciencias Sociales.

– Bibliotecas al servicio del público en general: 
- Infantiles
- Para ciegos
- Para personas discapacitadas
- Minorías culturales
- Públicas
- Escolares.[3]

Castán Lanaspa (2002) define tres modelos de bibliotecas: tecnológico, práctico y crítico. Consideramos[¿quién?] que las bibliotecas escolares deberían tener un modelo en el que intervinieran estos tres componentes: fomentar el espíritu crítico del alumno por medio de todo el acervo bibliográfico de la biblioteca con la finalidad de lograr la formación integral del alumno, todo ello apoyado en el empleo óptimo de las Nuevas Tecnologías. Además, el autor señala que la biblioteca escolar es el recurso más importante para favorecer el proceso de enseñanza-aprendizaje y como apoyo a la docencia.
Las Bibliotecas Escolares convertidas en CRA deben ser el componente esencial del nuevo modelo en el proceso educativo que requiere la Sociedad del Conocimiento. La posición de las Bibliotecas Escolares en la estrategia didáctica de una nueva escuela lo demuestra: organizan y representan el conocimiento expresado y difundido mediante un nuevo tipo de documento educativo; organizan, gestionan y posibilitan el acceso a los recursos de información; disponen de personal especializado para orientar e informar a la comunidad educativa, e incluso le sirve recursos y servicios de información en apoyo del aprendizaje significativo; aún más, es el lugar idóneo para fomentar la lectura, en sus distintas dimensiones, y sustentar un nuevo modo de conocer a través de la Alfabetización en Información.
La biblioteca escolar debe administrarse dentro de un marco de política bien estructurado. La política bibliotecaria debe diseñarse en función de las políticas existentes a un nivel superior y de las necesidades de la escuela. Tal política debe reflejar además la filosofía de la escuela, sus objetivos y su realidad concreta.

## Objetivos
Los objetivos son dos, excluyentes:
- Proporcionar a los estudiantes las herramientas intelectuales necesarias para una utilización autónoma y creativa de la información a su alcance contribuyendo a desarrollar la función activadora del pensamiento.
- Ofrecer del modo más eficiente y eficaz el servicio de aprendizaje, materiales de lectura curricular y recreativa a todos los miembros de la comunidad escolar coadyuvando a forjar un espíritu crítico al enfrentarse a la información en cualquiera de sus formatos o soportes.

Centrada así en la noción de “aprender a aprender”, la biblioteca escolar debe constituirse como un “centro de recursos para el aprendizaje”, eje central en el fomento de hábitos de lectura así como también en la puesta en práctica de habilidades de búsqueda, evaluación y utilización de la información que los alumnos necesitarán durante sus vidas.

## Funciones
Las funciones de una biblioteca escolar son:
- Apoyar el plan de estudios, trabajando conjuntamente con toda la comunidad educativa (maestros, profesores, alumnos y familiares).
- Desarrollar y fomentar el hábito y el placer por la lectura en los alumnos, así como la utilización de las bibliotecas a lo largo de su vida.
- Contribuir a desarrollar en el alumno tanto la adquisición como la aplicación de capacidades.
- Facilitar el acceso a los distintos materiales informativos sin importar la frontera.
- Promover los recursos y servicios dentro y fuera de la comunidad del establecimiento educativo.

Como centro de recursos para el aprendizaje, la función principal de la biblioteca es la de apoyar la implementación del currículum, facilitando los procesos de enseñanza-aprendizaje, promoviendo el gusto por la lectura y fomentando al mismo tiempo la participación de toda la comunidad educativa.
De acuerdo con estos fines, la biblioteca debe perseguir la articulación curricular, integrando los recursos existentes y seleccionando nuevos recursos en consonancia con el proyecto educativo de la institución. Esto implica la adecuación de los materiales y su puesta a disposición del plantel docente, con quienes el equipo del centro trabaja de forma coordinada.
Para dar respuesta a la demanda específica que su comunidad plantea, las bibliotecas deben, entre otras funciones, determinar una política acorde con sus metas y objetivos, desarrollar colecciones que se adecuen, en cantidad y calidad suficiente, a las necesidades informativas de la comunidad en su conjunto (estudiantes, docentes comunidad, investigadores, dependiendo de las características de la biblioteca escolar).

## Ubicación y equipamiento
En cuanto a su espacio, la biblioteca como centro de recursos para el aprendizaje se caracteriza por localizarse en un lugar central de la institución y presentar flexibilidad en su diseño, lo que le permite adaptarse a las nuevas necesidades de la comunidad a la que sirve. Es por ello que la planificación del mismo es de vital importancia, destacándose aspectos como el dinamismo, la funcionalidad y el sistema de estanterías abiertas, previendo a su vez la distribución para áreas orientadas a distinta clase de actividades.
La biblioteca debe estar situada en un lugar estratégico dentro de la escuela que provea a sus usuarios de:
- Sitios cómodos para la lectura.
- Mesas simétricamente situadas en connivencia con la mejor iluminación natural posible.
- Debe estar pintada con colores claros pastel que alivien la vista, con la suficiente luz artificial indirecta.
- Debe poseer recursos multimediales que favorezcan la utilización de recursos educativos en cualquier formato.

## Usuarios

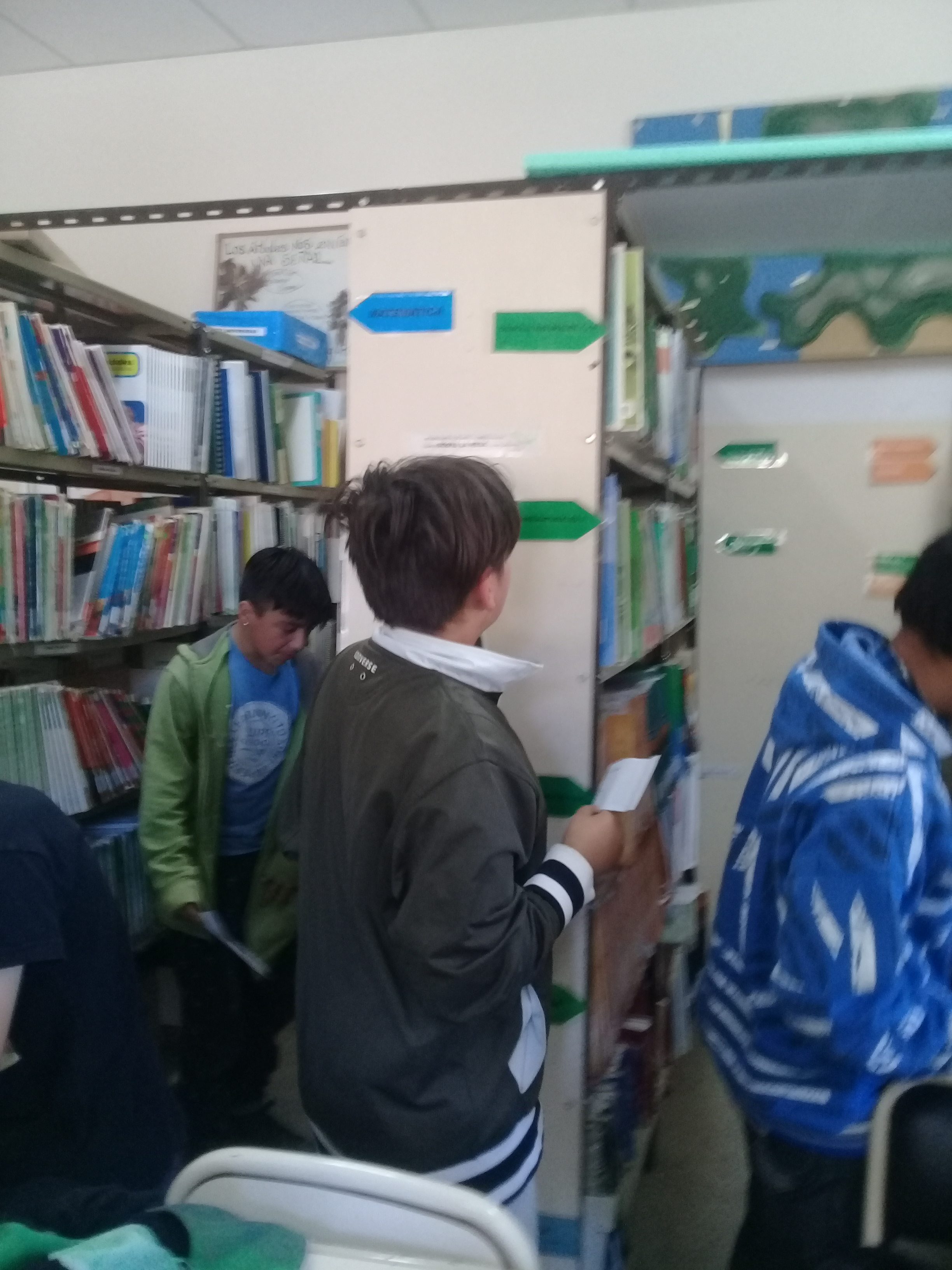
Formación de usuarios en una biblioteca escolar rural

La totalidad de la comunidad educativa en la que se inserta la biblioteca:
- Personal administrativo
- Alumnos: De todos los ciclos, cubriendo las distintas necesidades de cada uno, como ser para el primer ciclo el encuentro con la literatura; para el segundo ciclo la iniciación de la búsqueda de información apoyando al plan de estudio; para el tercer ciclo el desarrollo de herramientas de investigación y para el cuarto ciclo incorporar la selección de temas a investigar con sus diferentes recursos y materiales.
- Docentes: Proveen los medios para desarrollar el plan curricular, las búsquedas bibliográficas en clase y la organización del material.
- Padres y familiares: Facilitarles el acceso a la información como parte de la comunidad educativa.

## Acervo
La biblioteca escolar debe contar con una colección actualizada y apropiada tanto para la implementación curricular como para la recreación de los usuarios reales y potenciales de la unidad de información, colección caracterizada por una diversidad de materiales en distintos soportes y formatos.
- Se recomienda equilibrio entre los distintos géneros: recreativo, educativo e informativo.
- Es aconsejable tener varios ejemplares de los materiales considerados clásicos, que serán los de mayor circulación.
- En cuanto a los libros de información deben ser elegidos a partir de criterios de exactitud, accesibilidad, comprensión y actualidad.
- Deben poseer la mayor variedad de cuentos tradicionales, folclóricos, de poemas, fábulas y narraciones así como revistas recreativas, juegos, láminas, mapas, etc.

Delinear Políticas en torno al Desarrollo de Colecciones es la razón principal de todo bibliotecario, ya que este nuevo enfoque supone colocar al usuario en el centro de todas las actividades bibliotecológicas, en este sentido Gardner es categórico al afirmar las razones por las cuales es necesario contar con una política de desarrollo de colecciones escrita, que orienta no solo al personal de la biblioteca, sino al director de la institución en relación con las compras y donaciones, que deberán responder específicamente a los objetivos y la misión de la biblioteca, responder eficientemente a la necesidad de los usuarios y mantener la calidad del servicio.

## Perfil del bibliotecario escolar
De acuerdo con los principios del Manifiesto de la UNESCO, el personal de la biblioteca debe ayudar a utilizar los libros y otros diversos recursos de información, tanto los literarios como los de algún conocimiento, ya sean impresos o electrónicos, de acceso directo y también de acceso remoto.
Debe reunir diferentes aptitudes y actitudes como ser:
- Conocedor de las necesidades e intereses de la comunidad educativa a la que asiste.
- Generador de estrategias que propicien la lectura dentro y fuera de la escuela
- Orientador del alumno en el desarrollo de competencias formativas de lector.
- Soporte del docente en el desarrollo del plan curricular.
- Alfabetizador en estrategias de búsqueda y recuperación de información.
- Experimentado en referencia bibliográfica y docencia.
- Facilitador de los recursos lúdicos sin restricciones.

## Biblioteca escolar digital
La biblioteca digital se puede definir, según Martínez (2007), como un conjunto organizado de documentos almacenados en formato digital, en la cual podemos buscar y recuperar información. En el caso de las bibliotecas escolares digitales constituyen un recurso digital al que pueden acceder alumnos, maestros y padres. En ellas pueden encontrar recursos para el aprendizaje.
La primera biblioteca escolar digital es la llamada BED que tiene su origen en 2003 promovido por la Fundación Germán Sánchez Ruipérez y el Centro Internacional de Tecnologías Avanzadas de Peñaranda de Bracamonte. El acceso y utilización de la biblioteca es gratuito, y permite la búsqueda sin registro pero ofrece la opción suscribirse para recibir novedades y les da la posibilidad de incluir ideas y recomendaciones. 
La BED permite la búsqueda en la biblioteca y el uso de secciones ya creadas llamadas: objetos educativos, centro de conocimiento, buenas prácticas, recursos y actualidad.  Para realizar una búsqueda se puede optar por dos opciones, ya sea una búsqueda sencilla introduciendo una palabra clave sobre la temática en cuestión o una búsqueda avanzada para cuando buscamos información sobre un área de conocimiento o tipo de recurso. Además, tiene dos sistemas de búsqueda, ya sea visual o textual. Y los recursos en esta biblioteca encontramos está acompañada de una ficha para los docentes.
Supone una herramienta educativa que tiene por objeto difundir información, ser un recurso de referencia para maestros. Recoge información y recursos para las etapas educativas de Infantil, Primaria, ESO y Bachillerato siendo también una herramienta que nos permite la incorporación de las TIC en la educación.
En la educación supone un complemento al desarrollo de las actividades curriculares y extracurriculares. En el caso de la Educación Infantil, en ella (BED) encontramos aplicaciones multimedia de iniciación musical, informática y juegos educativos. En la Educación Primaria permite buscar información y noticias. 
Otras bibliotecas escolares digitales son: la Biblioteca Escolar y Recursos Educativos de Juan Manuel Cabrera Pareja, la Biblioteca Digital Internacional para Niños, la Biblioteca Digital OEI y la Biblioteca Virtual Miguel de Cervantes.
Las bibliotecas escolares digitales deben contener recursos tradicionales como libros, mapas, revistas, periódicos y materiales audiovisuales, recursos de transformación que son los que se han digitalizado con el fin de conservarlos o mejorar su visualización, recursos digitales usados en el entorno digital y recursos virtuales educativos (objetos de aprendizaje) que son elaborados por los maestros para cada nivel y área de aprendizaje. Todos estos recursos serán utilizados en la medida de las necesidades dentro del proceso de enseñanza-aprendizaje a lo largo del curso escolar.
En definitiva, uno de los pilares fundamentales de la educación del niño es la biblioteca escolar. El alumno debe considerar la biblioteca como parte fundamental de su enseñanza y por eso no sólo el profesorado debe adaptarse a la nueva era digital, también lo debe hacer la biblioteca. Además de dar un servicio básico a alumnos y profesores (recursos, materiales didácticos, orientación) la biblioteca escolar debe adaptarse a las nuevas generaciones, por eso, se aconseja que la biblioteca convencional pase a formar parte del mundo digital y por tanto del nativo.